# Георг Альберт (князь Шварцбург-Рудольштадта)
Георг Альберт (23 ноября 1838, Рудольштадт — 19 января 1890, там же) — предпоследний имперский князь Шварцбург-Рудольштадта.

## Биография
Георг Альберт родился 23 ноября 1838 года в Рудольштадте в семье Альберта, князя Шварцбург-Рудольштадта и его жены Аугусты, княгини Зольмс-Браунфельса (1804—1865). Княгиня Аугуста являлась дочерью Фридриха Вильгельма, князя Зольмс-Браунфельса (1770—1814) и его жены Фридерики Мекленбург-Стрелицкой (1778—1841), дочери великого герцога Мекленбург-Стерлица Карла II.
После смерти своего дяди Фридриха Гюнтера, отец Георга Альберта взошёл на престол и тем самым сделав своего сына наследником престола с титулом потомственного князя. Его отец умер 26 ноября 1869 года, через 2 года после восхождения на престол, и соответственно, Георг стал новым князем.
Во время его правления Северогерманский союз был распущен в связи с победой Прусского королевства при поддержке союзных государств во франко-прусской войне против Второй Французской империи. В результате 18 января 1871 года король Пруссии провозгласил себя императором Германии, и князь Георг больше не управлял независимым Шварцбург-Рудольштадтом, он должен был подчиняться императору.
Князь Георг Альберт скончался 19 января 1890 года в Рудольштадте. Титул князя унаследовал его двоюродный брат Гюнтер Виктор.

## Личная жизнь
Князь Георг был помолвлен с Марией Павловной Мекленбург-Шверинской, но позже она расторгла помолвку, чтобы выйти замуж за Владимира Александровича. После этого и до конца своих дней он так и не женился.